# Narciza Leão
Narciza Leão - (Brasília, DF, 30 de novembro de 1970) - É uma atriz e produtora.

## Filmografia
2015 - O Fim e os Meios
2008 - Simples Mortais
2004 - Araguaya - A Conspiração do Silêncio .... Lúcia
2002 - Desejos de Mulher .... Dorinha
2001 - Um Anjo Caiu do Céu .... Carla
1997 - Por Amor